# Sophronica setosa
Sophronica setosa là một loài bọ cánh cứng trong họ Cerambycidae.